# John Shadden
John Shadden   (Long Beach, 10 de maig de 1963) és un regatista estatunidenc, ja retirat, vencedor d'una medalla olímpica.
El 1988 va prendre part en els Jocs Olímpics d'Estiu de Seül, on va guanyar la medalla de bronze en la categoria classe 470 del programa de vela. Va compartir vaixell amb Charles McKee. En el seu palmarès també destaca una medalla de bronze al Campionat del món de vela.
Posteriorment estudià empressarials a la Universitat del Sud de Califòrnia, la Stern School of Business, Wharton School i la Universitat de Pennsilvània i es dedicà a la gestió d'inversions.